# Leif Wendt (1936–2022)
Leif Hans Erik Wendt, född 7 mars 1936 i Partille församling, död 26 september 2022 i Örebro Mikaels distrikt, var en svensk fotbollsspelare som representerade Örebro SK åren 1955–1965. Han spelade två landskamper för Sverige 1961.
Leif Wendt är begravd på Längbro kyrkogård i Örebro.